# Massilia polaris
Massilia polaris es una especie de bacteria gramnegativa del género Massilia. Fue descrita en el año 2021. Su etimología hace referencia a polar. Es aerobia y móvil por flagelo polar. Tiene un tamaño de 0,7-1 μm de ancho por 1,6-1,9 μm de largo. Forma colonias circulares, convexas y amarillentas en agar R2A tras 5 días de incubación. No crece en agar NA, BHI, LBA, MA TSA ni VIA. Temperatura de crecimiento entre 4-30 °C, óptima de 10-20 °C. Catalasa y oxidasa positivas. Tiene un genoma de 4,5 Mpb y un contenido de G+C de 63,2%. Se ha aislado del suelo en Svalbard, Noruega.